# Aliza Gur
Aliza Gur (en hebreo: עליזה גור‎; nacida como Alizia Gross, 1 de abril de 1944 en Ramat Gan) es una actriz y reina de belleza israelí. Fue escogida como Miss Israel en 1960 y fue semifinalista en Miss Universo ese mismo año. Sus padres habían huido de la Alemania Nazi y se habían establecido en el Mandato británico de Palestina, donde finalmente nació Aliza.

## Carrera
Gur eventualmente emigró a los Estados Unidos, asentándose en California, donde inició una carrera como actriz. En 1965 hizo una breve aparición en la serie Perry Mason como la Dra. Nina Rivelli en «The Case of the Baffling Bug». Sus otros créditos televisivos incluyen The Big Valley, Daniel Boone, Get Smart y The Wild Wild West. Actuó en las películas Desde Rusia con Amor (1963), Night Train to Paris (1964), Agent for H.A.R.M. (1966), Kill a Dragon (1967), The Hand of Night (1968) y Tarzan and the Jungle Boy (1968).
Su papel más conocido en el cine fue el de gitana en la película del agente secreto James Bond de 1963 Desde Rusia con amor. Una de las protagonistas de la película, Daniela Bianchi, había compartido cuarto con Gur en el concurso Miss Universo de 1960.